# Bleiswijk
Bleiswijk  è una località olandese situata nel comune di Lansingerland, nella provincia dell'Olanda meridionale.